# Bohras
Die Bohras, auch Bohra-Ismailiten oder Musta’liten, sind eine Gruppe der zu den Schiiten gehörenden Ismailiten oder Siebener-Schiiten. Sie leben heute vor allem in Indien, Pakistan und – im Gegensatz zu den Nizariten (Khojas) – auch im Jemen.

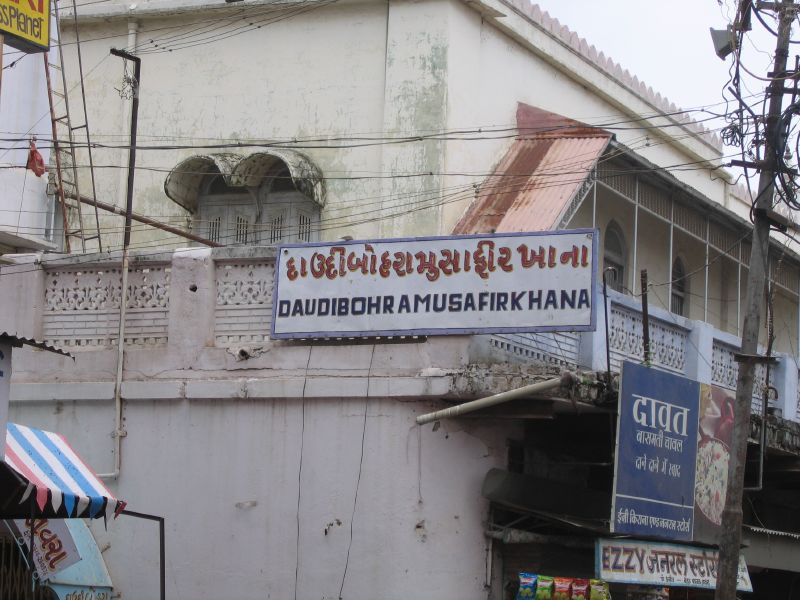
Daudi Bohra Musafir Khana, Jaora

## Geschichte

### Erste Abspaltung
Die Gemeinschaft der Bohras entstand im 12. Jahrhundert. Nach der Ermordung des fatimidischen Kalifen von Kairo al-Amir, im Jahr 1130, hob dessen Cousin al-Hafiz im Jahr 1132 zur Spaltung der Ismailiten an. Die meisten folgten dem Kalifat des al-Hafiz (Fatimiden), während eine deutlich kleinere Gruppe – die späteren Bohras – am Imamat des Sohnes al-Amirs festhielten. Zwar war dieser noch ein Säugling und zudem spurlos verschwunden, doch störte sich die Anhängerschaft daran nicht, da man an ein Weiterleben des Sohnes im Verborgenen glaubte. Selbst der Dāʿī des Jemen schloss sich der Gruppe an und wurde von der Sulaihiden-Königin des Landes, Arwa bint Ahmad (arabisch أروى بنت أحمد, DMG Arwā bint Aḥmad; * 1050; † 1138) unterstützt. Sie selbst verfolgte dabei das Ziel, die Oberhoheit der Fatimiden abzuschütteln.

### Zweite Abspaltung
Die Bohras unterlagen im Jahr 1591 einer erneuten Trennung. Vorausgegangen war der Tod des 25. Dāʿī. Zum Schisma hatte eine Uneinigkeit über die Nachfolge des Dāʿī geführt. Zwei wesentliche Sekten resultierten aus diesem Prozess. So entstanden die Dawudi Bohras (auch Da’udi oder Dawoodi geschrieben), der Hauptzweig der Bohras einerseits und andererseits die im westlichen Jemen angesiedelten Sulaymani Bohras. Das Zentrum der Dawudi Bohras befindet sich in Indien. Von dort sind erhebliche Modernisierungsmaßnahmen, wie eine bessere Bildung für Frauen, als Errungenschaften bekannt geworden. Im jemenitischen Hutayb liegt der bedeutende 3. dāʿī (Syedna Hatim bin Ebrahim al Hamedi) begraben, eine Wallfahrtsstätte vieler indischer Pilger. Das Oberhaupt der Sulaymani Bohras lebt im Jemen.
Weitere Sekten waren die Alyya Bohra, Mehdibagh und die Jaafari Bohra.